# Koniński
Koniński là một huyện thuộc tỉnh Wielkopolskie của Ba Lan. Huyện có diện tích 1578 km². Đến ngày 1 tháng 1 năm 2011, dân số của huyện là 126465 người và mật độ 80 người/km².